# 1445 w polityce
Wydarzenia polityczne w 1445 roku.

## Wydarzenia
- 23 kwietnia
  - – Henryk VI Lancaster, król Anglii, poślubił Małgorzatę Andegaweńską.
  - – zaczął się zjazd w Sieradzu, na którym obwołano królem Polski Kazimierza Jagiellończyka[1].

## Zmarli
- 19 lutego – Eleonora Aragońska (córka Ferdynanda I), królowa Portugalii.